# La muerte es mi pareja
La muerte es mi pareja o Quiero vivir, es una película musical mexicana de 1953 escrita y dirigida por Alberto Gout y protagonizada por Meche Barba y Jorge Mistral. 

## Argumento
Rubén (Jorge Mistral), es un hombre a quien el éxito le sonríe pero el destino no, pues el mismo día que gana un premio es el día en que su doctor mentiroso le dice que le quedan entre dos semanas y dos meses de vida, cuando en realidad le quedan entre dos horas y dos días.
Rubén, tratando de evitarle un dolor mayor a su prometida Alicia (Lupe Llaca) cuando él ya no esté, corta con ella esa misma noche, pero más tarde conoce a la rumbera Mercedes (Meche Barba), se enamora de ella en un flechazo y decide pelear por su vida, sin saber que no son ni dos semanas ni dos meses, sino horas las que disfrute a su amada bailarina.
A la historia se le suma un asunto de traficantes y ladrones mafiosos que explotan a Mercedes extorsionándola por un secreto que le conocen. Ella, accidentalmente mata, o cree matar al  El Ronco (Roberto Gálvez), quien la chantajeaba, y acorralada, confiesa haber andado la noche del crimen con Rubén, exponiendo su relación a los cuatro vientos.

## Elenco
- Meche Barba como Mercedes
- Jorge Mistral como  Rubén Iturbe
- Andrea Palma como  Andrea
- Julio Villarreal como Comandante Rodolfo Saldívar
- Víctor Alcocer como Ángel
- Lupe Llaca como Alicia
- Celia Viveros como Angélica
- Roberto Gálvez como El Ronco
- Charles Rooner como Doctor
- Enrique Díaz Indiano como Samuel

## Comentarios
Con un atractivo argumento de Luis Spota y la dirección de Alberto Gout, Meche Barba protagoniza esta película envuelta de intriga policiaca y de suspenso criminal, fotografiada al mejor estilo de Film noir por el maestro Alex Phillips. Su coestrella es el actor español Jorge Mistral, con un personaje al estilo de Victor Mature. ¡Quiero vivir!, le dijo Jorge Mistral al doctor después de conocer a Meche Barba en la película, -ahora sí tengo motivos y razones!
Irónicamente, 20 años después, en la vida real Mistral no pudo soportar la idea de su enfermedad y se suicidó.